# Christmühle (Alzenau)

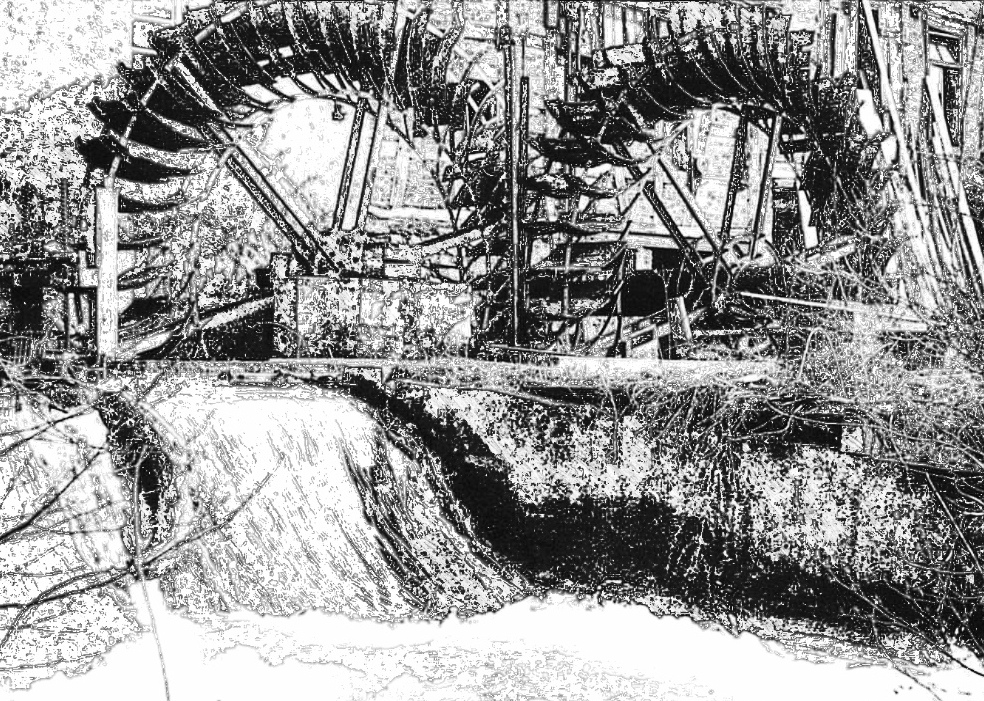
Nachzeichnung der Wasserräder der Christmühle (links) / Sägewerk Reinhart (rechts) etwa 1968

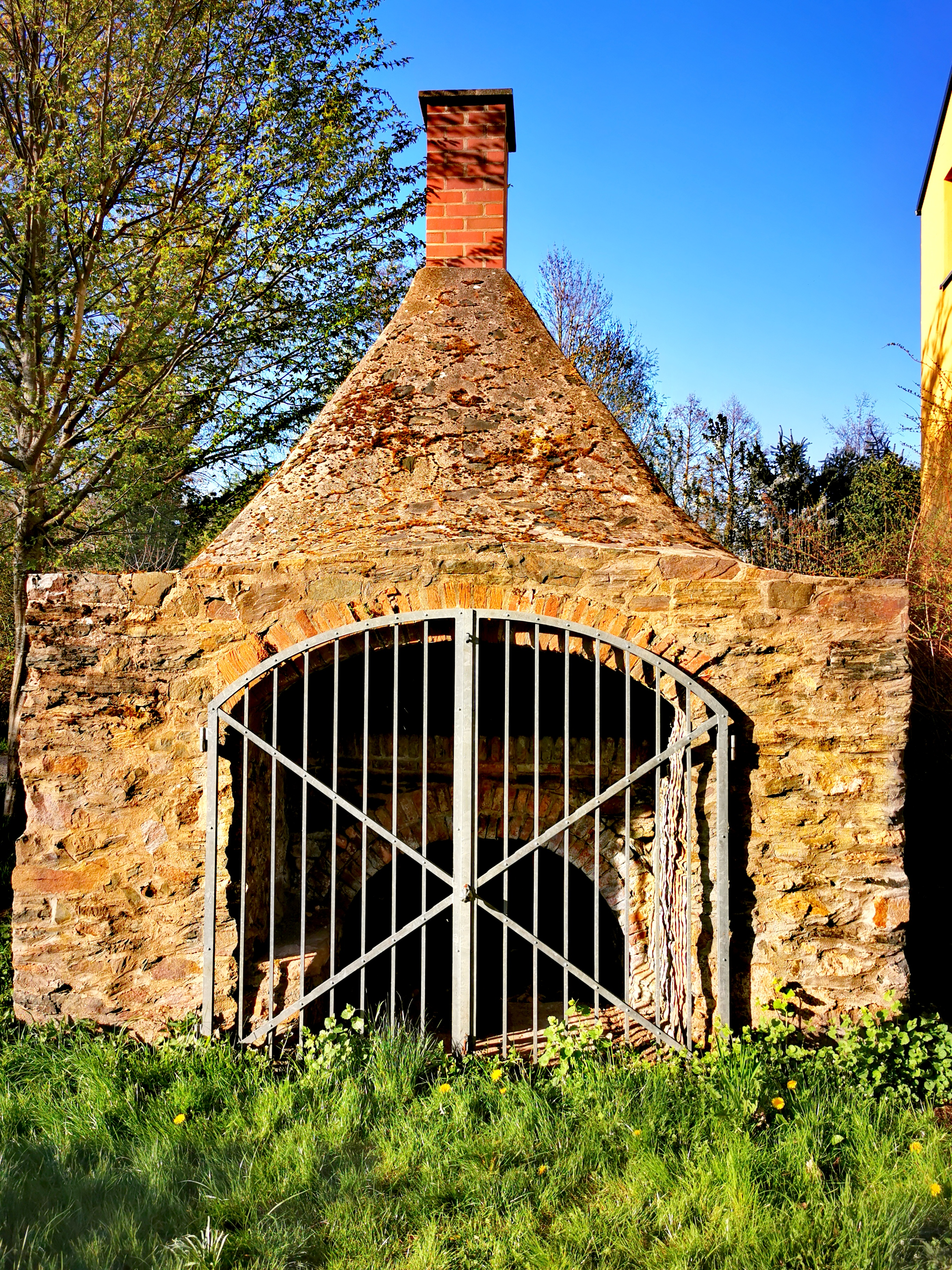
Der frühere Backofen der ehemaligen Christmühle

Die Christmühle, auch Burgmühle oder Obermühle genannt, war eine Wassermühle in Alzenau im Landkreis Aschaffenburg in Bayern.

## Geographie
Die Christmühle stand im unteren Kahlgrund in Alzenau in der Nähe der Burg Alzenau am östlichen Ende des heutigen „Burgsteges“. Sie wurde vom Wasser der Kahl angetrieben, die man mit einem etwa 15 m langen Wehr staute und den dort abgezweigten Mühlbach zu den Wasserrädern führte. Von der Mühle ist heute nur noch der ehemalige Backofen zu sehen.

## Geschichte

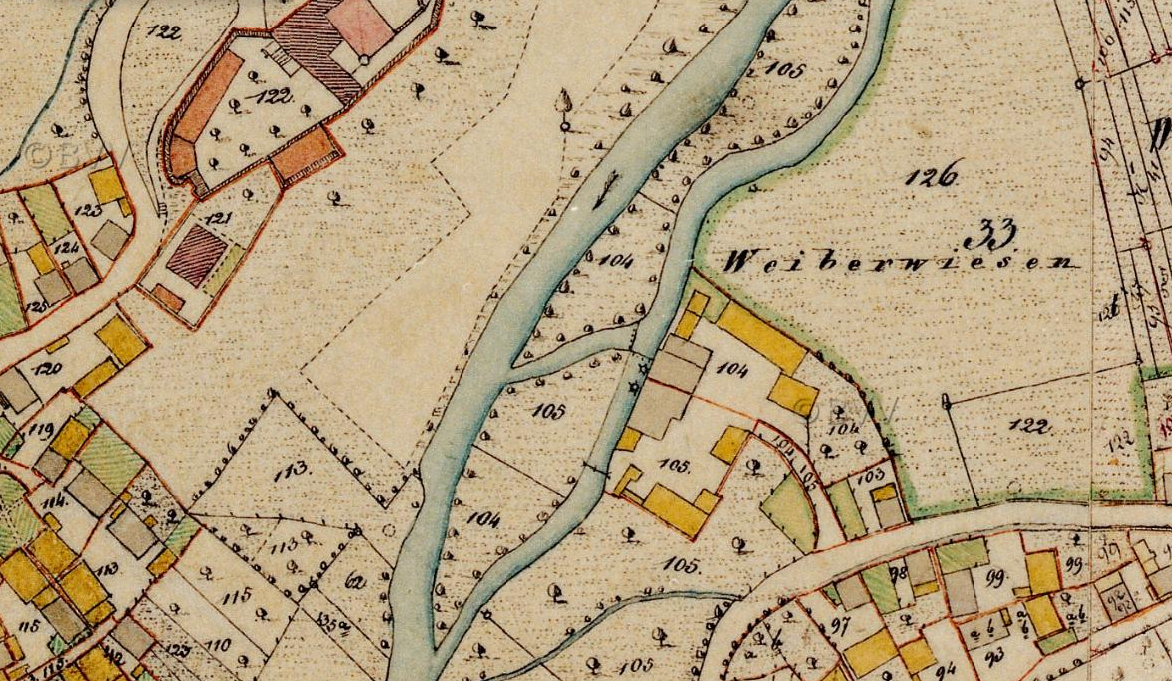
Die Christmühle (Bildmitte) in der Uraufnahme von 1846

Die Christmühle wurde vermutlich 1312 als „Mühle, gelegen under dem berge Wilmudisheim“ des Frauenklosters Schmerlenbach erstmals urkundlich genannt. Als erste gesicherte Erwähnung gilt das Jahr 1548. Dort wurden in Alzenau drei Mühlen genannt: die „Mühle unterm Schloß“, die „Klostermühle“ (Hasenmühle) und die „unterste Mühle“ (Habermühle). In diesem Jahr besitzt Hans Seyfried die Mühle. Ein Erbleihbrief aus dem Jahr 1604 bezieht sich auf die „Cotrellische Mühle“ zu Alzenau, die im Besitz der Gebrüder Cotrell aus Hanau war. Es wird angenommen, dass die jeweiligen Müller für die Burginsassen das Korn mahlen mussten.
1667 wurden in einer Auflistung für Hanau die Alzenauer Mühlen wieder erwähnt. Die „obere Mühle, gegenüber dem Schloß“, wurde als eigentümlich bezeichnet und besaß zwei Mahlgänge. Das Anwesen wurde mittlerweile geteilt. Es gab die Hausnummern 104 (später Christmühle) und 105 (später Sägewerk Reinhart). Am 30. März 1829 tauschte Adam Bambeck seine Hälfte der „Mühle unterm Schloß“ mit den Müllersleuten der Hasenmühle, Johann und Katharina Christ, die sie 1850 an ihren Sohn Michael Christ übergaben. Er war 45 Jahre lang „Burgmüller“. Die Mühle hatte zu dieser Zeit zwei unterschlächtige Wasserräder, die sich versetzt zueinander im Mühlbach drehten. Zur Christmühle gehörte später auch eine Backstube, deren historischer, gemauerter Ofen heute noch vorhanden ist. 1896 errichtete Michaels Sohn Josef an der in der Nähe verlaufenden Dorfstraße die Bäckerei Christ. Seit dieser Zeit wurde in der Christmühle das Bäckerhandwerk nicht mehr ausgeübt. Die Christmühle wurde mit einem Dieselmotor versehen, falls die Kahl nicht genügend Wasser lieferte oder zugefroren war, so konnte der Mahlbetrieb aufrechterhalten werden.
Im Jahr 1902 beantragte Joseph Trageser, Eigentümer der westlichen Mühlenhälfte, seiner Getreidemühle eine Sägemühle anzugliedern. Die Ergänzung wurde erlaubt und ein Sägewerk errichtet. Trageser vererbte die Mühle seiner Schwester Margarethe und deren Ehemann Peter Reinhart. 1918 wurde der Mahlbetrieb für Getreide eingestellt und noch eine zweite Säge in Betrieb genommen. Einen Teil der alten Maschinen erwarb der Besitzer der Kaltenberger Mühle bei Mömbris. Das Sägewerk Reinhart war noch bis 1967 in Betrieb. Der Mahlbetrieb der Christmühle wurde 1977 eingestellt, danach wurden die Wasserräder abgebaut.
Mit dem Ausbau der Kahl und nach Ablösung der Triebwerksrechte wurden 1978 die beiden Mühlengebäude von der Stadt aufgekauft, abgebrochen und der Mühlgraben eingeebnet. Lediglich der alte Backofen konnte erhalten werden. Zwischen Märkerstraße und Kahl, auf den Grundstücken der ehemaligen Mühle, wurde in den darauffolgenden Jahren ein Wohnblock errichtet und der Burgsteg gebaut.